# Schalmeiinstrument

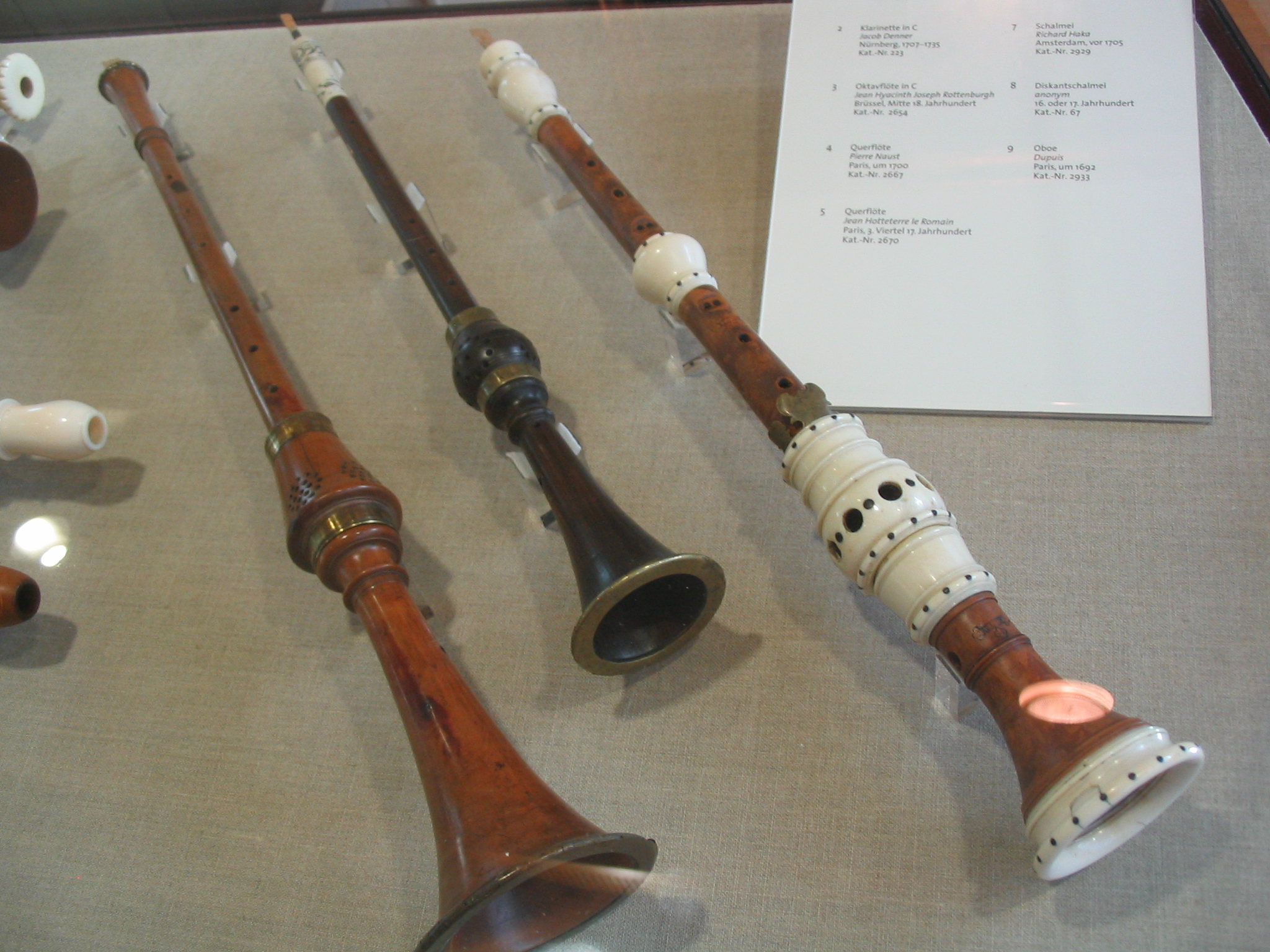
Schalmeien und Oboe der Barockzeit

Die Schalmeiinstrumente (kurz: Schalmeien) sind eine Untergruppe der Doppelrohrblattinstrumente, die zu den Holzblasinstrumenten gehören. Schalmeiinstrumente sind mit einem doppelten Rohrblatt (Doppelrohrblatt, kurz: Rohr) ausgestattet und haben eine konisch gebohrte Röhre. Am unteren Ende mündet diese in einen mehr oder weniger stark ausgeprägten Schallbecher. 
Zu den Schalmeiinstrumenten gehören unter anderem die Schalmei, die Rauschpfeife, der Pommer, die Oboen (Barockoboe, moderne Oboe, Englischhorn), die europäischen Volksinstrumente Bombarde, die Sopila, der Piffero, die Tarota, sowie die außereuropäischen Kegeloboen wie die Zurna, die Shehnai, der Nagaswaram und die Suona. Nicht zu den Schalmeiinstrumenten zählt die auch Schalmei genannte Martinstrompete.
Mit Ausnahme der Oboen zeichnen sich die Schalmeiinstrumente durch ihren lauten und oft etwas rauen Klang aus. In tiefer Lage enthält der Klang, auch der der Oboen, oft eine deutlich nasale Komponente. Bedingt durch die konische Bohrung überblasen die Schalmeiinstrumente das erste Mal in die Oktave, das zweite Mal in die Duodezime und das dritte Mal in die Superoktave. Die meisten Schalmeiinstrumente werden jedoch nur einmal überblasen. 
In der Literatur werden die Schalmeiinstrumente auch als Oboeninstrumente bezeichnet. Die Bezeichnung Kegeloboen meint alle Schalmeiinstrumente außer den Oboen. Die Bezeichnungen Volksoboen oder Volksschalmeien schließen neben den Oboen auch noch die Renaissanceinstrumente Schalmei, Rauschpfeife und Pommer aus.
Nach der Hornbostel-Sachs-Systematik wird Schalmeien als Oberbegriff für Doppel- und Einfachrohrblattinstrumente und für Durchschlagzungeninstrumente verwendet.